# Amazona ochrocephala
L'amazzone capogiallo (Amazona ochrocephala), detta anche amazzone fronte gialla è un uccello della famiglia degli Psittacidi.

## Descrizione

### Dimensioni
Misura 30-35 cm di lunghezza, per un peso di circa 400 g.

### Aspetto
L'amazzone capo giallo ha un colore di fondo verde, più chiaro e tendente al giallo nelle parti inferiori. La fronte è gialla ed è presente una zona rossa nella giuntura delle ali; le remiganti primarie hanno sfumature azzurre e quelle secondarie rosse; le penne timoniere della coda, che tendono al giallo, hanno macchie azzurre e rosse nella parte centrale. Le zampe sono grigie, mentre il becco e grigio con una chiazza giallo-ocra ai lati della parte superiore. Maschio e femmina hanno lo stesso colore.

## Alimentazione
Si nutre soprattutto di semi, noci e frutta. Può arrecare danni alle piantagioni nelle sue zone d'origine.

## Riproduzione
Similmente alla maggioranza dei pappagalli, non costruisce un vero nido, sfruttando invece le cavità degli alberi che vengono allargate a con l'aiuto del becco. La femmina depone due-tre uova che cova per circa 26 giorni. I piccoli si involano a due mesi circa dalla schiusa.

## Distribuzione e habitat
È diffuso in Sud America, nel bacino amazzonico e in Guyana,  con popolazioni anche nel nord-ovest del continente e a Panama. Vive nelle foreste tropicali, ma può adattarsi ad altri habitat, quali le savane alberate. In Italia, una popolazione inselvatichita da cattività è presente nei quartieri di Albaro, Carignano e Castelletto della città di Genova, probabilmente ibridata almeno parzialmente con individui di Amazona aestiva di pari origine.

## Rapporti con l'uomo
Come altri pappagalli è minacciato dalla distruzione della foresta e dalle catture per essere venduto come animale da compagnia. Viene comunque anche riprodotto in cattività. In Italia è divenuto famoso per essere comparso nella trasmissione Portobello.